# Police Squad!
Police Squad! In color (pol. Brygada specjalna lub Brygada specjalna w kolorze) – 6-odcinkowy amerykański serial kryminalny i komediowy wyprodukowany w roku 1982, parodia filmów policyjnych. W roli głównej wystąpił Leslie Nielsen jako funkcjonariusz wydziału specjalnego sierżant Frank Drebin. Za kontynuację serialu można uznać filmy z cyklu Naga broń.

## Odcinki
Kolejność zgodna z chronologią produkcji (kolejność emisji odcinków była inna):
1. A Substantial Gift (The Broken Promise)
2. Ring of Fear (A Dangerous Assignment)
3. Rendezvous at Big Gulch (Terror in the Neighborhood)
4. The Butler Did It (A Bird in the Hand)
5. Revenge and Remorse (The Guilty Alibi)
6. Testimony of Evil (Dead Men Don’t Laugh)

## Obsada
- Leslie Nielsen – sierżant Frank Drebin, porucznik Wydziału Specjalnego
- Alan North – Kapitan Ed Hocken
- Peter Lupus – Oficer Norberg
- Ed Williams – Ted Olson, pracownik laboratorium
- William Duell – Johnny the Snitch
- Ronald „Tiny Ron” Taylor – Al
- Rex Hamilton – Abraham Lincoln